# نورمان هنتر
نورمان هنتر (بالإنجليزية: Norman Hunter)‏، من مواليد 29 أكتوبر 1943، لاعب كرة قدم إنجليزي سابق، ومدرب كرة قدم إنجليزي سابق.
لعب مع منتخب إنجلترا لكرة القدم وتوفى متأثرا بالمرض التنفسي الحاد المرتبط بفيروس كوفيد-19 في يوم 17 أبريل 2020 بمدينة ليدز.

## مسيرته الكروية
لعب نورمان هنتر خلال مسيرته الاحترافية مع 3 أندية في اثنين وعشرين موسمًا وسجل خلالها 22 هدفًا ضمن 679 مباراة. حيث فاز في موسم واحد بالكأس وفي موسمين بالدوري.
خاض نورمان هنتر مسيرته مع نادي ليدز يونايتد في موسم 1962–63 ليلعب معه خمسة عشر موسمًا، مشاركًا في 540 مباراة سجل خلالها 18 هدفًا. ثم انتقل إلى نادي بريستول سيتي في موسم 1976–77 واستمر معه طيلة ثلاثة مواسم، حيث شارك في 108 مباراة سجل خلالها 4 أهداف. لينتقل بعدها إلى نادي بارنسلي في موسم 1979–80 ليلعب معه أربعة مواسم، مشاركًا في 31 مباراة ولم يسجل أي هدف.